# Exécution des intellectuels bengalis en 1971

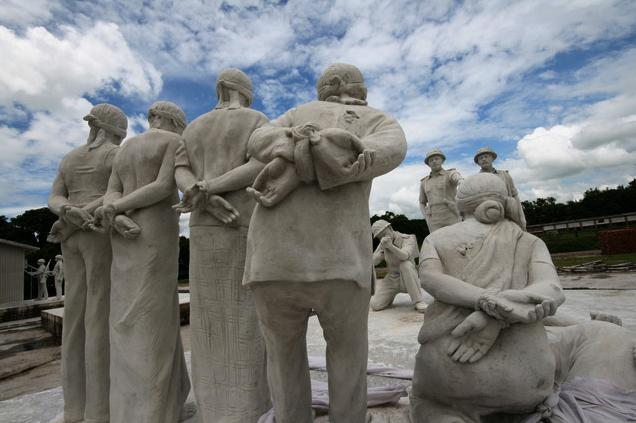
Le Mujibnagar Memorial rend hommage aux victimes des massacres

L'exécution d'intellectuels bengalis eut lieu en 1971, quand l'armée pakistanaise et ses collaborateurs locaux, notamment la milice islamiste d'extrême droite Al-Badr, se sont livrés à l'assassinat d'intellectuels du Pakistan oriental favorables à l'indépendance pendant la guerre de libération du Bangladesh de 1971. Des intellectuels ont été tués pendant toute la durée de la guerre, mais le plus grand nombre d'exécutions eut lieu le 25 mars 1971 et le 14 décembre 1971, lorsqu'il était devenu évident que le Bangladesh allait devenir indépendant. Le 14 décembre est commémoré au Bangladesh comme la Journée des intellectuels martyrs. Ces assassinats sont à inscrire dans le contexte du génocide au Bangladesh.

## La nuit du 25 mars
Au commencement de l'Opération Searchlight le 25 mars 1971, des enseignants de l'université de Dacca furent tués.

## Le 14 décembre
Le 14 décembre 1971, plus de 200 intellectuels, dont des enseignants, des journalistes, des médecins, des artistes, des ingénieurs et des écrivains, ont été enlevés à leur domicile par la milice Al-Badr et l'armée pakistanaise. Le romancier Shahidullah Kaiser (en) et le dramaturge Munier Choudhury figurèrent parmi les victimes. Ils furent emmenés, les yeux bandés, dans des cellules de torture à Mirpur, Mohammadpur, Nakhalpara (en), Rajarbagh et dans d'autres endroits de Dacca. Ils furent exécutés plus tard, notamment à Rayerbazar et Mirpur.
On pense généralement que les meurtres du 14 décembre ont été orchestrés par le major général Rao Farman Ali (en). Après la libération du Bangladesh, une liste d'intellectuels bengalis (la plupart morts le 14 décembre) a été découverte dans une page de son journal laissée à la Maison du Gouverneur. L'existence de cette liste a été confirmée par Ali lui-même. Altaf Gauhar (en), un ancien bureaucrate pakistanais, l'a également confirmé. Il mentionna un incident au cours duquel il avait demandé à Ali de supprimer le nom d'un ami de sa liste, ce qu'il fit devant lui.

## Quelques victimes connues
- Ataur Rahman Khan Khadim (en)
- Azharul Haque (en)
- Munier Choudhury
- Shahidullah Kaiser (en)
- Dhirendranath Datta (en)
- Govinda Chandra Dev (en)
- Meherun Nesa (en)
- M Anwarul Azim (en)
- Mohammed Fazle Rabbee (en)
- Mohammad Aminuddin (en)
- Abdul Muktadir (en)
- Nizamuddin Ahmed (en)
- Ranadaprasad Saha (en)
- Sirajul Haque Khan (en)
- Santosh Chandra Bhattacharya (en)

En tout, furent tués 991 universitaires, 13 journalistes, 49 médecins, 42 juristes et 16 autres intellectuels

## Galerie

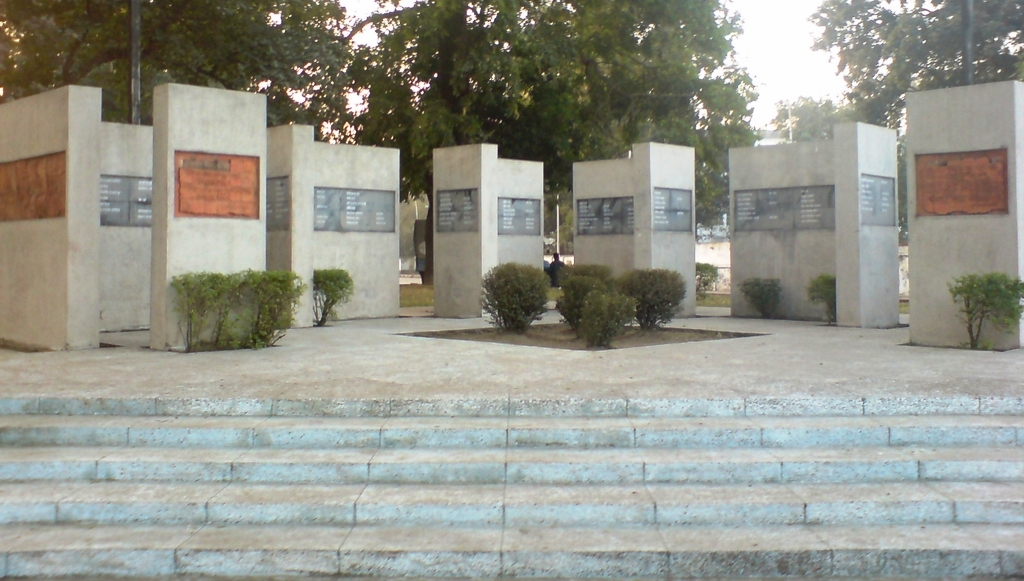
Monument à l'université de Dacca rendant hommage aux mrts
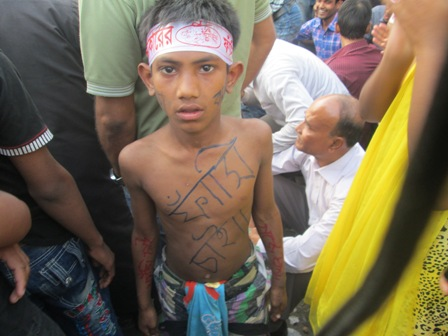
Manifestant en 2013 demandant la peine de mort pour les criminels de guerre de 1971
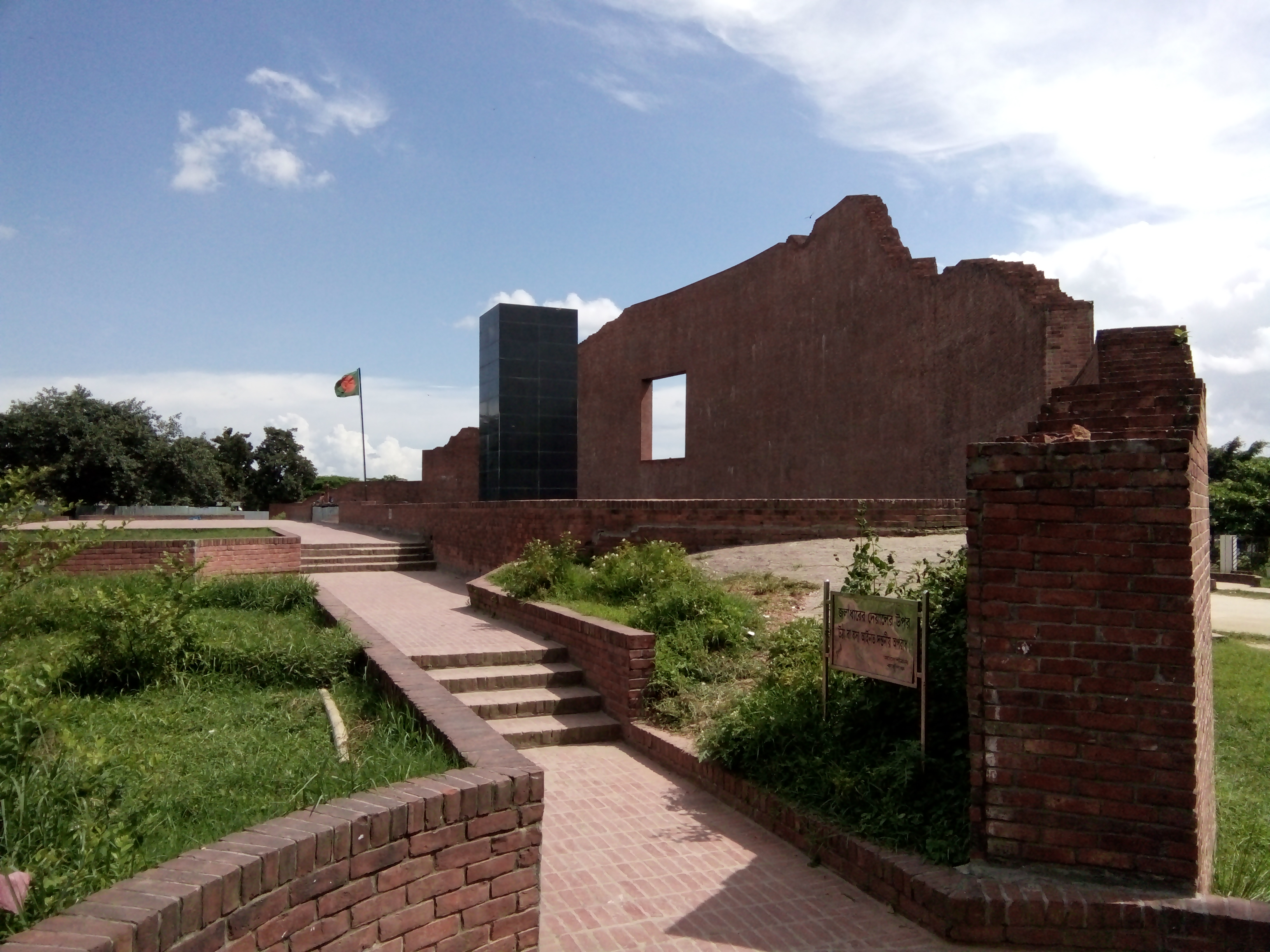
Le mémorial des intellectuels martyrs à Rayer Bazaar

## Jugement et verdict
Le 3 novembre 2013, un tribunal spécial lancé par Sheikh Hasina a condamné à mort deux anciens chefs du groupe d'exécution al-Badr pour leurs crimes de guerre. Chowdhury Mueen-Uddin (en), un dirigeant musulman basé à Londres, et Ashrafuz Zaman Khan (en), basé aux États-Unis, ont été condamnés par contumace après que le tribunal a établi qu'ils étaient impliqués dans l'enlèvement et le meurtre de 18 intellectuels - neuf professeurs de l'université de Dacca, six journalistes et trois médecins - en décembre 1971. Les procureurs ont déclaré que les meurtres ont été perpétrés entre le 10 et le 15 décembre, alors que le Pakistan perdait la guerre au Pakistan oriental, et qu'ils faisaient partie d'une campagne visant à dépouiller la nation naissante de ses intellectuels.
Le 2 novembre 2014, le Tribunal international des crimes du Bangladesh a condamné Mir Quasem Ali (en) à la peine de mort pour crimes de guerre. Il a été prouvé devant le tribunal qu'il était un organisateur clé de l'Al-Badr, qui a planifié et exécuté le meurtre des intellectuels le 14 décembre 1971.
En 2015, le tribunal a condamné à mort 4 autres personnes, dont Motiur Rahman Nizami, dirigeant de Bangladesh Jamaat-e-Islami.
Le tribunal a toujours été critiqué, en interne comme à l'international : « Calqué sur le modèle de 1972, il ne répond pas aux standards des traités internationaux pourtant ratifiés par Dacca. Et surtout, il ne cible que des opposants, notamment les islamistes du Jamaat-el-Islami, dont le parti s'était opposé à l'indépendance, et leurs alliés du BNP.  »